# 2098
وحدة:بطاقة/قالب/عامة:319: bad argument #1 to 'sub' (string expected, got nil)
2098 هي سنة قادمة في التقويم الميلادي ستكون سنة بسيطة تبدأ يوم الأربعاء وهي السنة 98 من الألفية الميلادية الثالثة وسنة من سنوات القرن الحادي والعشرين.